# Thần kinh sống cùng V
Thần kinh sống cùng V (S5) là dây thần kinh sống thuộc đoạn cùng của tủy sống.
Thần kinh rời khỏi ống sống, thoát ra từ lỗ cùng thứ năm, bờ dưới đốt sống cùng V (S5).
S5 chi phối cơ cụt